# Cleonymia pectinicornis
Cleonymia pectinicornis är en fjärilsart som beskrevs av Otto Staudinger 1859. Cleonymia pectinicornis ingår i släktet Cleonymia och familjen nattflyn. Inga underarter finns listade i Catalogue of Life.